# Frederik Bardenfleth (officer)
 Der er flere personer med dette navn, se Frederik Bardenfleth.
Frederik Løvenørn Bardenfleth (født 15. juli 1781 på Harridslevgård, død 19. august 1852 i Kiel) var en dansk officer, bror til Carl og Johan Frederik Bardenfleth.

## Uddannelse
Han var søn af generalløjtnant Johan Frederik Bardenfleth (1740-1811, gift 2. gang 1787 med Ingeborg Dorothea de Løvenørn, 1744-1814) og Sophie Magdalene de Løvenørn (1741-1786). Han indtrådte som 10 års dreng som vice-frikorporal i faderens regiment, hvor han 1798 blev virkelig kornet og 1801 sekondløjtnant. Fra ung af følte han en levende higen efter at uddanne sin ånd og udvide sine kundskaber, og han tilfredsstillede med stort udbytte denne trang under et treårigt ophold i Kiel, hvor han fra august 1802 til november 1805 studerede ved universitetet, samtidig med at han udviklede sine fortrinlige evner og anlæg for den militære tjeneste ved tillige at deltage i undervisningen i den af Ludvig Jacob Binzer ledede såkaldte Generalstabsskole. Efter tilendebringelsen af disse studier stod Bardenfleth, en smuk og kraftfuld yngling, som en af de første blandt sine jævnlige, selvskrevet til at gøre karriere, og lykken svigtede ham heller ikke.

## Karriere
Straks ved næste års begyndelse blev han aide-generalkvartermester under Binzer, 1808 udnævntes han til ritmester og blev ansat ved generalkommandoen i Holsten som divisionskvartermester, i hvilken Egenskab han med Ewalds korps, hvis stabschef var prins Vilhelm af Holsten-Beck, året efter deltog i ekspeditionen i Nordtyskland. Han udmærkede sig her ved mod og konduite, frelste efter indtagelsen af Stralsund denne by for plyndring og hædredes for sit forhold såvel med den hollandsk-franske Réunionsorden som med det danske Ridderkors. Begivenhederne ved Stralsund 1809 har Bardenfelth selv fortalt om i et smukt udstyret værk (1846), der tillige indeholder en temmelig udførlig beretning om den under stormen faldne friskarehøvding Schills levned og bedrifter. 1812 blev Bardenfleth major, deltog 1813 som souschef hos Frederik af Hessen med udmærket dygtighed i felttoget i Mecklenburg og Holsten og belønnedes herfor med Sølvkorset. I 1814 fungerede han som kommandør for generalkommandostaben i Nørrejylland, men blev derpå på ny ansat som souschef hos Frederik af Hessen, da denne 1815 med Auxiliærkorpset drog til Frankrig. Under opholdet her fungerede Bardenfleth 1817 og 1818 som kommandant i den lille fæstning Bouchain.
Ved tilbagekomsten 1818 fra Frankrig, hvilket land hædrede ham med Ordre du mérite militaire, ventede nye tillidshverv ham, idet Frederik VI, der med interesse havde fulgt hans færd, det følgende år ansatte ham som guvernør for prins Frederik (senere Frederik VII), en post Bardenfleth beklædte, indtil prinsen 1826 nåede myndighedsalderen, hvorefter Kongen tog ham til adjudant hos sig. Bardenfleth var imidlertid 1823 blevet oberstløjtnant, havde i 1824 fået titel af kammerherre og blev 1826 udnævnt til overadjudant i Generalstaben og dekoreret med Kommandørkorset af Dannebrogordenen. Som adjudant hos kongen anvendtes han i flere missioner, således 1831 i sendelse til Frankfurt for at varetage statens interesser i den tyske forbundshær. 1832 blev han oberst, året efter generalkvartermester-løjtnant i staben og i 1834 kommandør for Livgarden til Hest og tillige chef for Landkadetkorpset. Sammen med disse embeder overdroges der ham 1839, umiddelbart efter Frederik VI's død, chefsposten for Den kongelige militære Højskole, for hvilken institution han ligesom for Kadetkorpset vedblev at stå i spidsen til sin død, medens han 1842 fratrådte kommandoen over Hestgarden. 10. juni 1841 benådedes han med Storkorset af Dannebrog, samtidig med at han udnævntes til karakteriseret generalmajor, og 1846 blev han de kongelige ordeners skatmester.

### Sidste år
I Treårskrigen 1848-50 kom han, som rimeligt var, på grund af sin alder og de stillinger, han beklædte, ikke til at tage aktiv del, men da man efter krigens ophør skulle have en mand, der egnede sig til at overtage den under de stedfindende politiske rorhold ikke lette kommando over det af den forrige insurgentarmé dannede forbundskontingent, sendtes Bardenfleth, der juli 1849 var udnævnt til generalløjtnant, over til Holsten som kommanderende general. December samme år var han medlem af den kommission, der blev nedsat for at pådømme den hjemkaldte generalguvernør over Dansk Vestindien Peter von Scholtens ageren.
I sit embede døde Bardenfleth det påfølgende år efter et virksomt og dådrigt liv og efter trofast at have tjent staten under fire konger 19. august 1852. Bardenfleth var en meget smuk og anselig soldat. General Christian de Meza bemærker noget spydigt om ham 1849: "[Bardenfleth] besøgte mig [på Als] i Legemsstørrelse, debiterende om sine Bro- og Landgangsforsøg i Assens".
Bardenfleth blev gift 1816 (ægteskabstilladelse 1. juni) med Sophie Ewald (17. november 1792 i Egernførde - 27. februar 1829 i København), datter af generalløjtnant Johann von Ewald (1744-1813) og Susanne C. Ungewitter (1764-1810).
Han er begravet på Skovby Kirkegård ved Bogense.

## Gengivelser
- Lille tegning (Det Kongelige Bibliotek)
- Tegning 1831 af J.F. Møller
- På Sophus Schacks maleri af salvingen 1840 (Statens Museum for Kunst)
- Tegning efter daguerreotypi som forlæg til litografi 1852; kopier efter dette (Det Kongelige Bibliotek), bl.a. tegning af Andreas Fritz (?)
- Xylografi af H.P. Hansen 1873
- Fotografi